# 흑연질 탄소 질화물

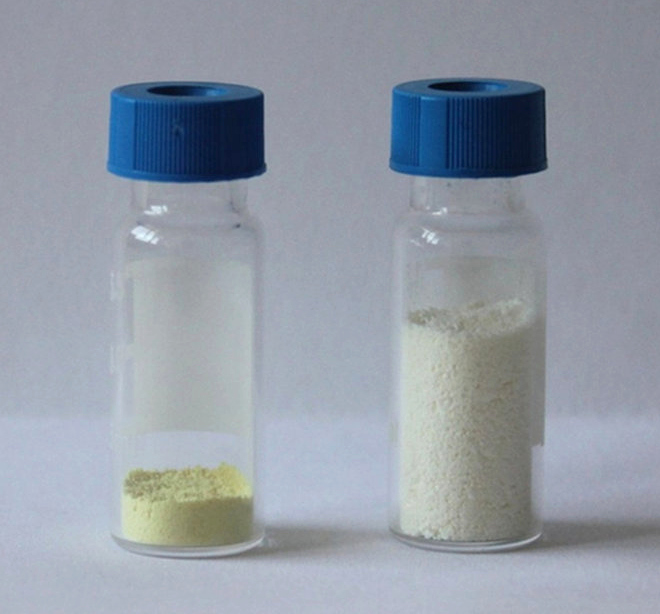
벌크 g-C_{3}N_{4} (왼쪽) 및 나노시트 g-C_{3}N_{4} 분말 비교, 각 100 mg.

흑연질 탄소 질화물(g-C3N4)은 질화 탄소 화합물군으로 일반적인 화학식은 C3N4에 가깝고(비록 일반적으로 소량의 수소가 포함되지만) 반응 조건에 따라 다양한 수준의 축합 반응, 특성 및 반응성을 보이는 헵타진 및 폴리(트리아진 이미드) 단위를 기반으로 하는 두 가지 주요 하위 구조를 가진다.

## 준비
흑연질 탄소 질화물은 사이안아마이드, 다이시안다이아마이드 또는 멜라민의 중합을 통해 제조할 수 있다. 최초로 형성된 폴리머 C3N4 구조인 멜론은 펜던트 아미노기를 가지는 고도로 정렬된 중합체이다. 추가 반응은 기본 빌딩 블록으로 트라이-s-트라이아진(C6N7) 단위를 기반으로 하는 더 응축되고 결함이 적은 C3N4 종으로 이어진다.
흑연질 탄소 질화물은 또한 실온에서 시아누르 트라이클로라이드와 멜라민(비율=1:1.5)의 포화 아세톤 용액에서 Si(100) 기판에 전기영동 증착을 통해 제조할 수 있다.
잘 결정화된 흑연질 탄소 질화물 나노결정은 또한 180–220 °C에서 8–12시간 동안 C3N3Cl3와 NaNH2 사이의 벤젠 열 반응을 통해 제조할 수 있다.
최근 알루미나 존재 하에 멜라민과 요산 혼합물을 400-600 °C로 가열하여 그래핀 질화 탄소를 합성하는 새로운 방법이 보고되었다. 알루미나는 노출된 표면에 흑연질 탄소 질화물 층의 증착을 촉진했다. 이 방법은 현장 화학기상증착(CVD)으로 동화될 수 있다.

## 특성 규명
결정질 g-C3N4의 특성 규명은 X선 광전자 분광법(XPS) 측정, 광발광 스펙트럼 및 푸리에 변환 적외선 분광법(FTIR) 스펙트럼(800 cm−1, 1310 cm−1 및 1610 cm−1에서 피크)을 통해 제품에 존재하는 트리아진 고리를 식별함으로써 수행할 수 있다.

## 성질
질화 탄소의 특수한 반도체 특성으로 인해, 벤젠 활성화, 삼량화 반응, 그리고 이산화 탄소 활성화(인공 광합성)와 같은 다양한 반응에 대해 예상치 못한 촉매 활성을 보인다.

## 용도
상업용 흑연질 탄소 질화물은 Nicanite라는 브랜드 이름으로 판매된다. 마이크론 크기의 그래핀 형태는 마찰학 코팅, 생체 적합 의료 코팅, 화학적으로 불활성인 코팅, 절연체 및 에너지 저장 솔루션에 사용될 수 있다. 그래핀 질화 탄소는 최고의 수소 저장 물질 중 하나로 보고된다. 또한 촉매 나노입자의 지지체로 사용될 수 있다.

## 관심 분야
흑연질 탄소 질화물은 특성(주로 넓고 조절 가능한 밴드 갭 및 효율적인 염의 층간 삽입) 때문에 다양한 응용 분야에서 연구되고 있다.
- 광촉매
  - 물을 H2와 O2로 분해[9]
  - 오염물질 분해
- 넓은 밴드 갭 반도체[10]
- 불균일 촉매 및 지지체
  - 탄소 질화물의 상당한 탄력성과 표면 및 층내 반응성은 불안정한 양성자 및 루이스 염기 기능에 의존하는 잠재적으로 유용한 촉매를 만든다. 도핑, 양성자화 및 분자 기능화와 같은 변형은 선택성과 성능을 향상시키기 위해 활용될 수 있다.[11]
  - gCN에 지지된 나노입자 촉매는 양성자 교환막 연료전지 및 물 전기분해 장치 모두를 위해 개발 중이다.[10]
  - 흑연질 탄소 질화물은 온화한 밴드 갭(2.7 eV), 가시광 흡수 및 유연성과 같은 일부 장점을 가지고 있음에도 불구하고, 가시광 활용 효율성 저하, 광 생성 전하 캐리어의 높은 재결합률, 낮은 전기 전도도 및 작은 비표면적(<10 m2g−1)으로 인해 실용적인 응용에 대한 한계를 여전히 가지고 있다.[12] 이러한 단점을 개선하기 위한 가장 매력적인 접근법 중 하나는 탄소 나노튜브와 같은 탄소 나노재료로 그래핀 질화 탄소를 도핑하는 것이다. 첫째, 탄소 나노튜브는 넓은 비표면적을 가지므로 전하 캐리어를 분리할 더 많은 위치를 제공하여 전하 캐리어의 재결합률을 감소시키고 환원 반응의 활성을 더욱 증가시킬 수 있다.[13] 둘째, 탄소 나노튜브는 높은 전자 전도 능력을 보여, 가시광 반응, 효율적인 전하 캐리어 분리 및 전달을 통해 그래핀 질화 탄소의 전자적 특성을 향상시킬 수 있다.[14] 셋째, 탄소 나노튜브는 일종의 좁은 밴드 반도체 물질로 간주될 수 있으며, 광증감제로도 알려져 있어 반도체 광촉매 물질의 광 흡수 범위를 확장하여 가시광 활용도를 높일 수 있다.[15]
- 에너지 저장 재료
  - 리튬의 층간 삽입이 흑연보다 층간 공간 외에 층내 공극에도 발생할 수 있기 때문에, gCN은 많은 양의 리튬을 저장할 수 있어[16] 리튬 이온 전지에 잠재적으로 유용하다.

## 같이 보기
- 베타 질화 탄소